# Calamaria
Genre
Calamaria est un genre de serpents de la famille des Colubridae.

## Répartition
Les espèces de ce genre se rencontrent en Asie.

## Liste des espèces
Selon The Reptile Database (28 mars 2020) :
- Calamaria abramovi Orlov, 2009
- Calamaria abstrusa Inger & Marx, 1965
- Calamaria acutirostris Boulenger, 1896
- Calamaria albiventer (Gray, 1835)
- Calamaria alidae Boulenger, 1920
- Calamaria apraeocularis Smith, 1927
- Calamaria banggaiensis Koch, Arida, Mcguire, Iskandar & Böhme, 2009
- Calamaria battersbyi Inger & Marx, 1965
- Calamaria bicolor Duméril, Bibron & Duméril, 1854
- Calamaria bitorques Peters, 1872
- Calamaria boesemani Inger & Marx, 1965
- Calamaria borneensis Bleeker, 1860
- Calamaria brongersmai Inger & Marx, 1965
- Calamaria buchi Marx & Inger, 1955
- Calamaria butonensis Howard & Gillespie, 2007
- Calamaria ceramensis De Rooij, 1913
- Calamaria concolor Orlov, Truong, Tao, Ananjeva & Cuc, 2010
- Calamaria crassa Lidth De Jeude, 1922
- Calamaria curta Boulenger, 1896
- Calamaria doederleini Gough, 1902
- Calamaria dominici Ziegler, Tran & Nguyen, 2019
- Calamaria eiselti Inger & Marx, 1965
- Calamaria everetti Boulenger, 1893
- Calamaria forcarti Inger & Marx, 1965
- Calamaria gervaisii Duméril, Bibron & Duméril, 1854
- Calamaria gialaiensis Ziegler, Sang & Truong, 2009
- Calamaria grabowskyi Fischer, 1885
- Calamaria gracillima (Günther, 1872)
- Calamaria griswoldi Loveridge, 1938
- Calamaria hilleniusi Inger & Marx, 1965
- Calamaria ingeri Grismer, Kaiser & Yaakob, 2004
- Calamaria javanica Boulenger, 1891
- Calamaria joloensis Taylor, 1922
- Calamaria lateralis Mocquard, 1890
- Calamaria lautensis De Rooij, 1917
- Calamaria leucogaster Bleeker, 1860
- Calamaria linnaei Boie, 1827
- Calamaria longirostris Howard & Gillespie, 2007
- Calamaria lovii Boulenger, 1887
- Calamaria lumbricoidea Boie, 1827
- Calamaria lumholtzi Andersson, 1923
- Calamaria margaritophora Bleeker, 1860
- Calamaria mecheli Schenkel, 1901
- Calamaria melanota Jan, 1862
- Calamaria modesta Duméril, Bibron & Duméril, 1854
- Calamaria muelleri Boulenger, 1896
- Calamaria nuchalis Boulenger, 1896
- Calamaria palawanensis Inger & Marx, 1965
- Calamaria pavimentata Duméril, Bibron & Duméril, 1854
- Calamaria pfefferi Stejneger, 1901
- Calamaria prakkei Lidth De Jeude, 1893
- Calamaria rebentischi Bleeker, 1860
- Calamaria sangi Truong, Koch & Ziegler, 2009
- Calamaria schlegeli Duméril, Bibron & Duméril, 1854
- Calamaria schmidti Marx & Inger, 1955
- Calamaria septentrionalis Boulenger, 1890
- Calamaria suluensis Taylor, 1922
- Calamaria sumatrana Edeling, 1870
- Calamaria thanhi Ziegler & Quyet, 2005
- Calamaria ulmeri Sackett, 1940
- Calamaria virgulata Boie, 1827
- Calamaria yunnanensis Chernov, 1962

## Publication originale
- Boie, 1827 : Bemerkungen über Merrem's Versuch eines Systems der Amphibien, 1. Lieferung: Ophidier. Isis von Oken, Jena, vol. 20, p. 508-566 (texte intégral)